# مجلس دول بحر البلطيق
تم تأسيس مجلس دول بحر البلطيق في 5-6 مارس/ آذار عام 1992م في مدينة كوبنهاغن (الدنمارك) أثناء عقد مؤتمر وزراء الخارجية لدول بحر البلطيق. ويضم المجلس 11 دولة، وهي ألمانيا والدنمارك ولاتفيا ولتوانيا واستونيا والنرويج وبولندا وروسيا وفنلندا والسويد وأيسلندا، إلى جانب المفوضية الأوروبية، ناهيك عن دول تحمل صفة عضو مراقب في المجاس مثل الولايات المتحدة وبريطانيا العظمى وفرنسا وإيطاليا وهولندا وسلوفاكيا وأوكرانيا. وتبدي بيلوروسيا في الوقت الراهن اهتمامها بالالتحاق بالعمل في المجلس.
وضمن أهداف مجلس دول بحر البلطيق المساهمة في التعاون بين الدول المطلة على بحر البلطيق في مجال السياسة والاقتصاد والتبادل السلعي، وكذلك في مجال الطاقة والبيئة والنقل والاتصال والسياحة والثقافة، وبالإضافة إلى الحفاظ على العلاقات الوثيقة مع الدول والمنظوات الدولية الأخرى.
يتم تمثيل الدول الأعضاء في مجلس دول بحر البلطيق على مستوى وزراء الخارجية. وتعقد دورات المجلس في إحدى دوله التي تترأسه لمدة سنة وثم تسلم رئاستها في المجلس إلى دولة أخرى بعد مرور سنة واحدة. وبالإضافة إلى ذلك تعقد بشكل منتظم لقاءات يحضرها رؤساء الحكومات ووزراء الاقتصاد والبيئة في الدول الأعضاء في مجلس دول بحر البلطيق. وتقوم لجنة الموظفين الكبار بصفتها هيئة عمل بتسيير الأمور الجارية للمجلس، بما في ذلك إعداد دورات المجلس. وتعقد اللجنة اجتماعاتها مرة واحدة كل شهر تقريبا.
وتعمل منذ عام 1998 في مدينة ستوكهولم (السويد) هيئة عمل أخرى، وهي سكرتارية مجلس دول بحر البلطيق، حيث يعمل فيها الدبلوماسيون المحترفون الذين يتحملون المسؤولية عن اتجاهات محددة في نشاط المجلس مثل التعاون في مجال الاقتصاد والبيئة وما إلى ذلك. كما أنها تقوم بالتنسيق في نشاط مجموعات العمل.
وتمارس نشاطها برعاية مجلس دول بحر البلطيق مجموعات العمل الخاصة بالمساعدة في تطوير المؤسسات الديمقراطية والتعاون الاقتصادي والأمن النووي والاشعاعي واللجنة الخاصة بمكافحة تجارة الرقيق الأبيض، ناهيك عن مجموعتي الخبراء في مجال الأمن المدني والتعليم " Euro Faculty Pskov " في مدينة بسكوف الروسية.